# Florbela Espanca
Florbela Espanca (ur. 8 grudnia 1894, zm. 8 grudnia 1930) – poetka portugalska.

## Życiorys
Florbela Espanca urodziła się 8 grudnia 1894 w miejscowości Vila Viçosa jako Flor Bela d'Alma da Conceição. Była dzieckiem nieślubnym. Jej matka, Antónia da Conceição Lobo, pracowała jako pomoc domowa u jej ojca. João Maria Espanca, który był przedsiębiorcą i fotografem, przyznał się do córki dopiero wiele lat po jej śmierci. Dlatego dziewczynka została ochrzczona jako Flor Bela Lobo, córka Antonii i NN. W 1913 roku, w wieku osiemnastu lat poślubiła Alberto Moutinho. Rozwiodła się z nim w 1921 i wyszła za mąż za António Guimarãesa. W 1925 roku po raz trzeci zawarła związek z lekarzem Mário Laje, który zginął w wypadku lotniczym w 1927 roku. 8 grudnia 1930 roku, w dzień swoich trzydziestych szóstych urodzin, Florbela Espanca odebrała sobie życie w Matozinhos, zażywając śmiertelną dawkę barbituranów. Przyczyną tego desperackiego kroku oprócz śmierci męża mogły być wcześniejsze poronienia. Florbela Espanca uchodzi za jedną z pierwszych portugalskich feministek. Jako pierwsza dziewczyna ukończyła elitarne liceum w Évora, dotąd zarezerwowane dla chłopców. Również jako pierwsza została przyjęta na prawo.

## Twórczość
Swój pierwszy wiersz, zatytułowany A Vida e a Morte,  napisała w 1903 roku. Twórczość poetki ma charakter introwertyczny. Pisała ona między innymi sonety. Wiele z jej wierszy ukazało się dopiero po jej śmierci. Wydał je włoski profesor Guido Batelli. Jej liryka jest uważana za jedno z ważniejszych zjawisk w dwudziestowiecznej poezji portugalskiej. Określana jest niekiedy mianem parnasistycznej.